# Maria Vittoria dal Pozzo

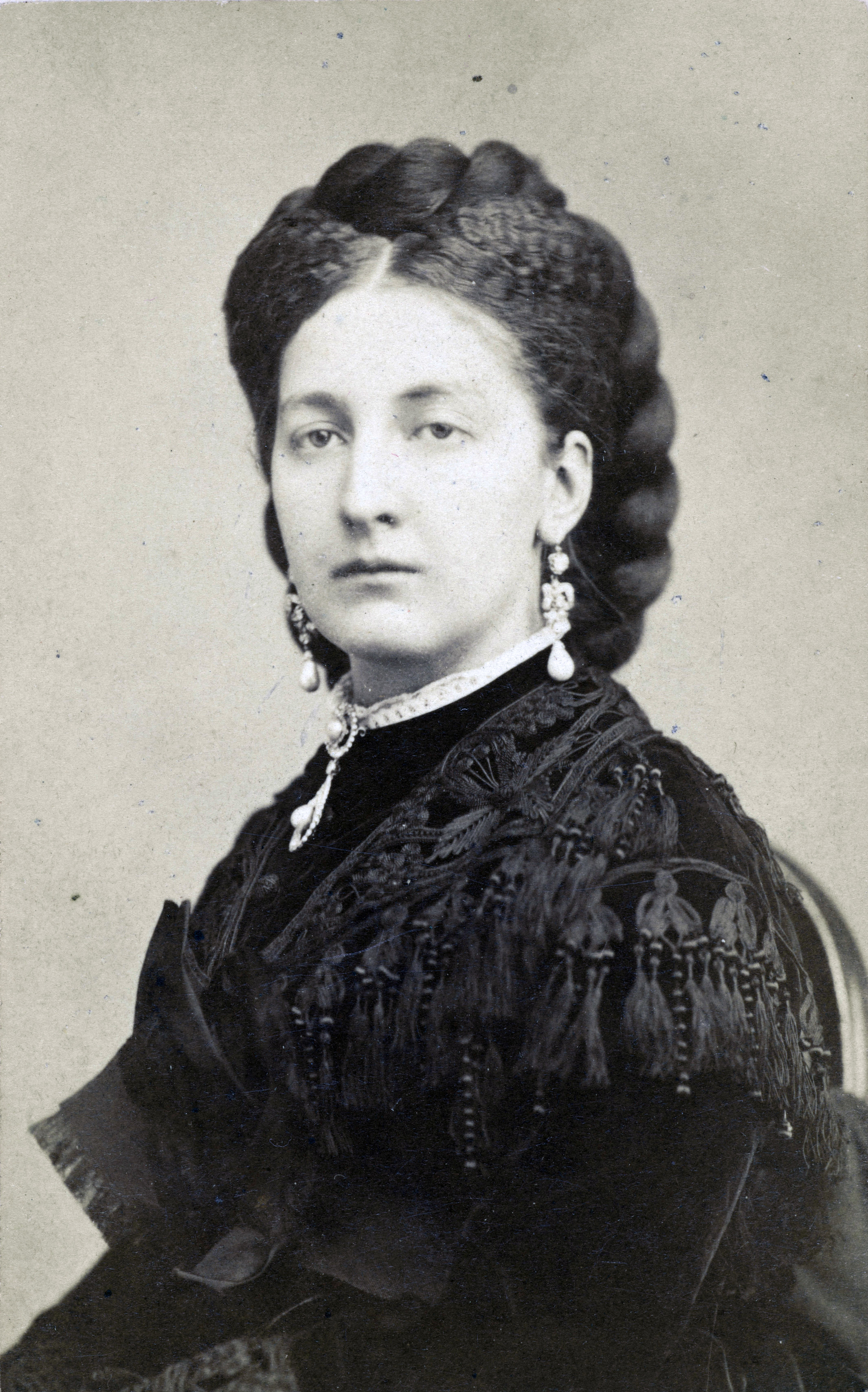
Maria del Pozzo della Cisterna

Maria Vittoria dal Pozzo (Maria Vittoria Carlotta Enrichetta Giovanna dal Pozzo della Cisterna; * 9. August 1847 in Paris; † 8. November 1876 in Sanremo) war Königin von Spanien (1870–1873) und Herzogin von Aosta (1867–1876).

## Leben
Maria Vittoria dal Pozzo wurde in Paris als älteste Tochter von Carlo Emmanuele dal Pozzo, 5. Fürst von Cisterna, und dessen Gemahlin Louise Caroline Ghislaine, Gräfin von Mérode, geboren. Sie genoss eine hervorragende Erziehung und sprach fünf Sprachen. Nach dem Tod ihres Vaters 1864 erbte sie dessen Titel und wurde so u. a. Fürstin von Cisterna und Belriguardo, Marchesa von Voghera und Gräfin von Ponderano.
Am 30. Mai 1867 heiratete sie in Turin Amadeus, Herzog von Aosta und zweiter Sohn des italienischen Königs Viktor Emmanuels II. Als ihr Gemahl am 16. November 1870 zum spanischen König gewählt wurde, avancierte sie zur spanischen Königin. Sie hielt sich aus der Politik heraus und widmete sich vor allem wohltätigen Projekten. Ihr Gatte dankte bereits 2 Jahre später, am 11. Februar 1873, ab.
Das Paar hatte zusammen drei Kinder:
- Emanuel Philibert (* 13. Januar 1869; † 4. Juli 1931), Herzog von Aosta, Marschall von Italien, verheiratet mit Hélène von Frankreich (1871–1951), einer Tochter von Philippe von Orléans
- Vittorio Emanuele, Graf von Turin (* 24. November 1870; † 10. Oktober 1946)
- Luigi Amadeo, Herzog der Abruzzen (* 29. Januar 1873; † 18. März 1933), Vize-Admiral der Königlich Italienischen Marine.

Nach der Abdankung ihres Gatten kehrte Maria Vittoria mit ihm nach Italien zurück. Sie starb bereits 1876 im Alter von 29 Jahren in Sanremo an Tuberkulose und wurde in der Basilica di Superga in Turin beigesetzt.